# Сінобу Ісіхара
Сінобу Ісіхара (25 вересня 1879 , Префектура Токіо  — 3 січня 1963 , Shimokawazud, Префектура Шідзуока ) — японський лікар-офтальмолог і вчений, який створив колірний тест Ісіхари для виявлення дальтонізму.

## Біографія
Народився Токіо 25 вересня 1879 року.
У 1905 році, отримавши медичну освіту в Токійському університеті, був направлений в японську імператорську армію як лікар, працюючи в основному хірургом . Пізніше змінив спеціальність на офтальмолога.
1908 року повернувся до Токійського університету, де присвятив себе офтальмологічним дослідженням. 1910 року став інструктором Військово-медичного училища, де, окрім спостереження за пацієнтами, проводив дослідження з «військово-польової офтальмології» і тому, як відбирати здорових до служби солдатів. Під час роботи в училищі Сінобу Ісіхару попросили розробити спосіб для перевірки новобранців щодо аномалії колірного сприйняття. Його помічником був дальтонік, який допомагав йому готувати спеціальні планшети для тестів.
Сінобу Ісіхара став відомий у всьому світі через розробку тесту для перевірки колірного зору, який він опублікував у 1917 році. У цьому тесті досліджуваному показують кольоровий візерунок і запитують, які цифри він там бачить. Люди з різними формами дальтонізму дають різні відповіді. Ісіхара також розробив японську таблицю визначення гостроти зору та прилад для визначення ближней точки , які досі використовуються в Японії. Він також зробив значний внесок у вивчення трахоми та короткозорості (міопії).
Вступивши 1908 року до аспірантури з офтальмології в Університеті Токіо, навчався у Дзюдзіро Комото (Jujiro Komoto). Потім навчався в Німеччині у професорів Вольфганга Штока, Теодора Аксенфельда та Карла фон Гесса. 1922 року Сінобу Ісіхара був призначений професором і керівником кафедри офтальмології Токійського університету, де пропрацював по березень 1940 року.
Вийшовши на заслужений відпочинок, Сінобу Ісіхара вів дуже скромний спосіб життя. Користувався великою повагою серед своїх учнів, котрі побудували для нього котедж біля гарячого джерела на півострові Ідзу. Там він служив земським лікарем, проводячи лікування своїх сусідів, не вимагаючи оплати. Але, за звичаєм тих днів, пацієнти залишали на знак подяки продукти власного виробництва та невеликі суми грошей. Покривши свої витрати, Ісіхара повернув усі гроші, що залишилися жителям села, які на ці кошти побудували бібліотеку та навчальну кімнату для сільських дітей.
Помер на півострові Ідзу 3 січня 1963 року.

Деякі планшети тесту Ісіхари
Ishihara Plate No. 1 (12)
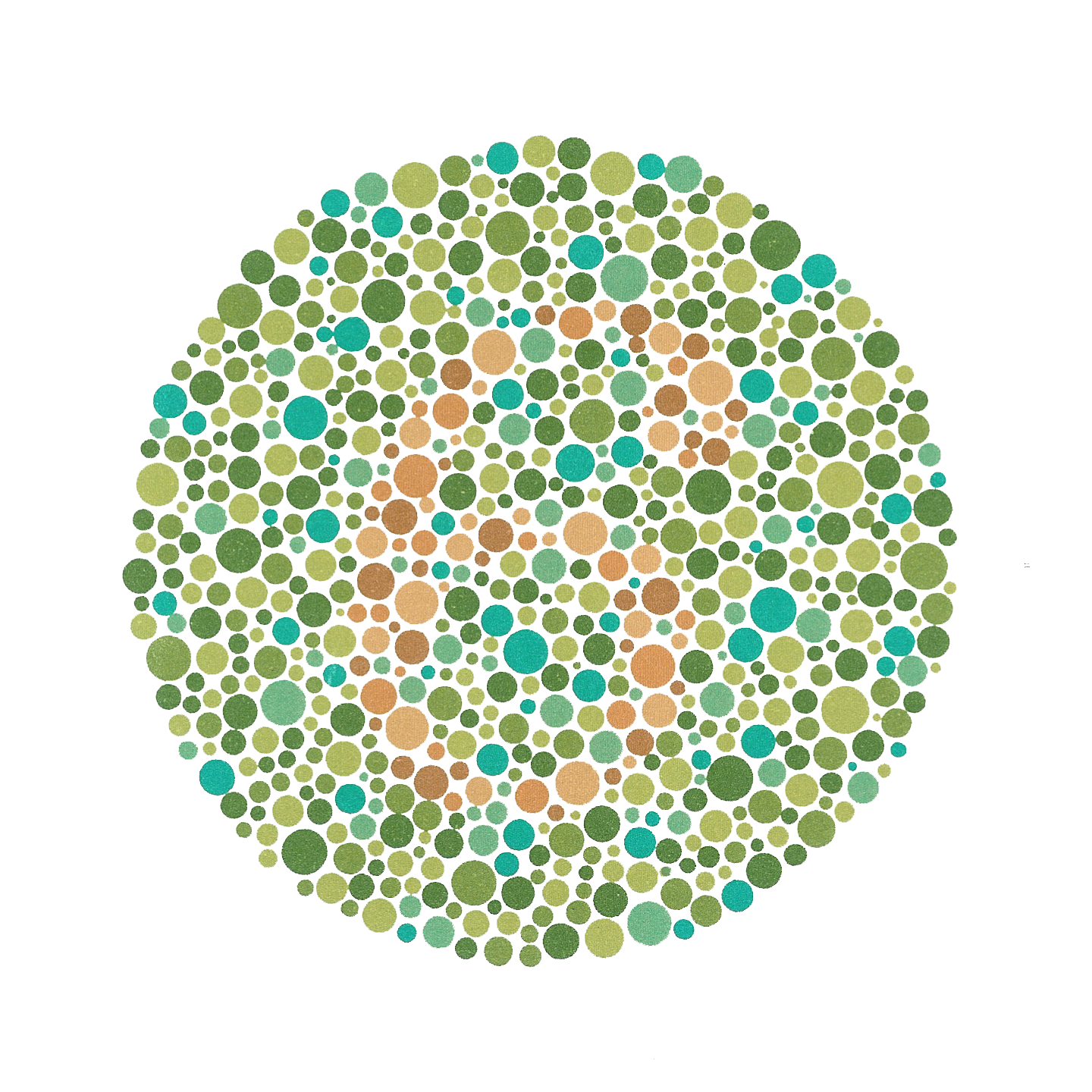
Ishihara Plate No. 13 (6)
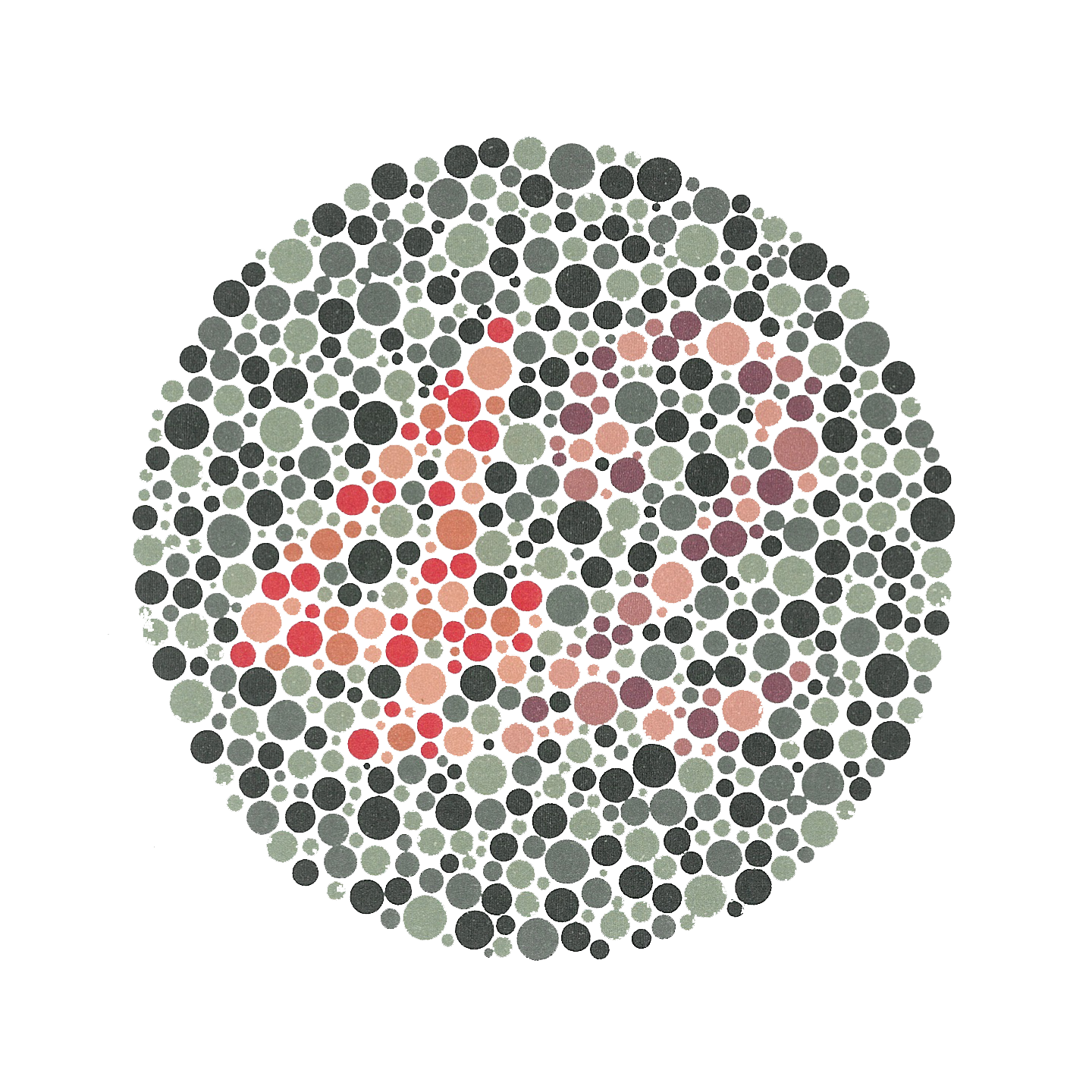
Ishihara Plate No. 23 (42)